# Zilia
Zilia (in corso Ziglia) è un comune francese di 258 abitanti situato nel dipartimento dell'Alta Corsica nella regione della Corsica.

## Società

### Evoluzione demografica
Abitanti censiti